# エマニュエル・カレール

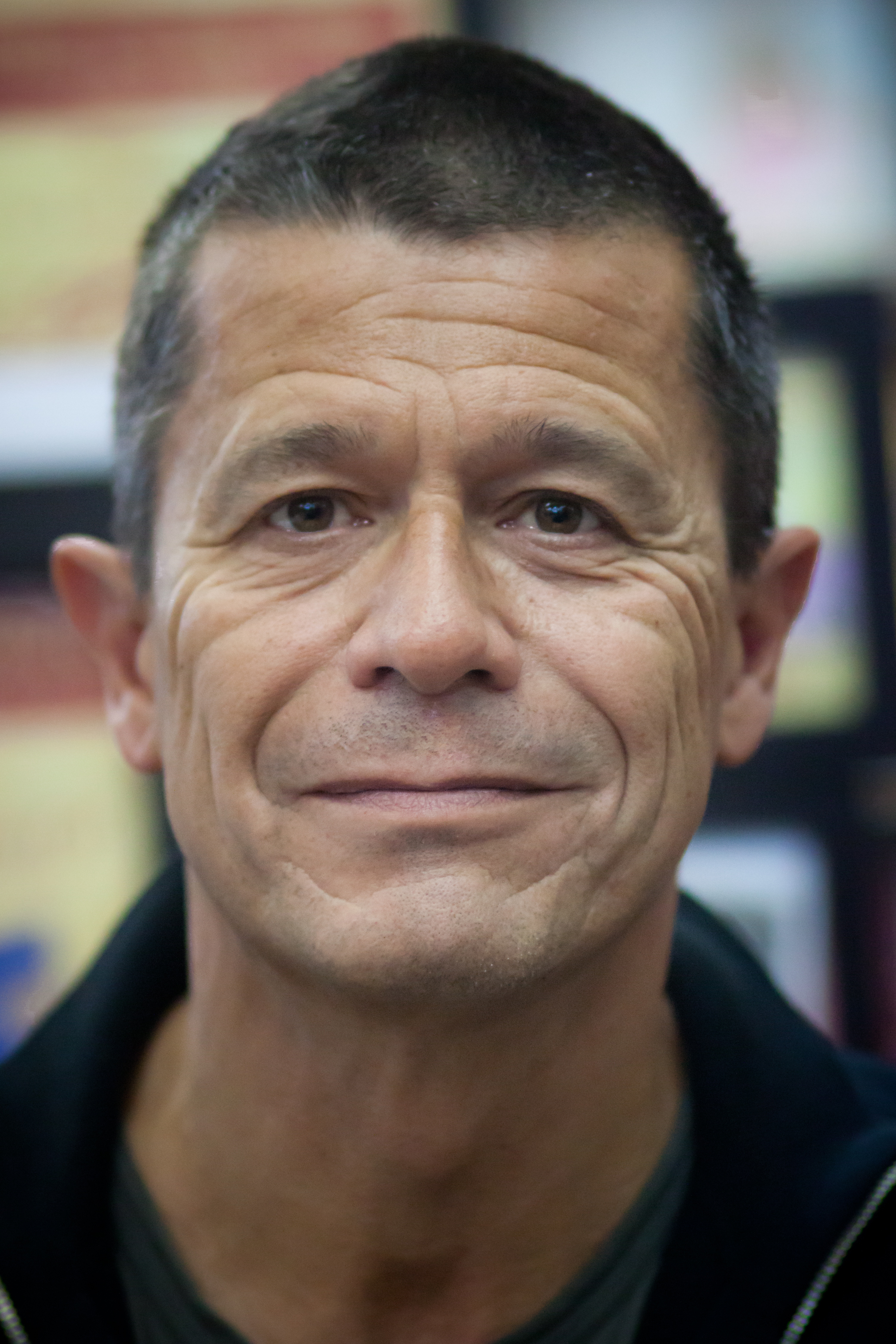
エマニュエル・カレール(2012)

エマニュエル・カレール（Emmanuel Carrère, 1957年12月9日 - ）はフランスの小説家、脚本家、映画監督。母は歴史学者エレーヌ・カレール・ダンコース。

## 経歴
パリ生まれ。パリ政治学院を卒業後、2年間インドネシアでフランス語を教え、1981年から1986年までフランスの雑誌『Télérama』のジャーナリストとして活動する一方、1980年代から映画評論や小説の執筆を開始した。1993年にはフィリップ・K・ディック、2011年にはエドワルド・リモノフの伝記も出版している。2010年には第63回カンヌ国際映画祭で長編映画の審査員を、2015年には第72回ヴェネツィア国際映画祭で審査員を務めた。
2016年度には京都のヴィラ九条山に招聘された。

## 日本語訳作品
- 『冬の少年』（La classe de neige） 田中千春訳、河出書房新社、1999 ISBN 4-309-20327-2
- 『噓をついた男』（L'adversaire） 田中千春訳、河出書房新社、2000 ISBN 4-309-20341-8
- 『口ひげを剃る男』（La moustache） 田中千春訳、河出書房新社、Modern&Classic、2006 ISBN 4-309-20460-0

## 主な受賞歴
- 1995年 フェミナ賞
- 2011年 ルノードー賞
- 2021年 アストゥリアス皇太子賞 文学部門
- 2023年 ストレーガ・エウロペオ賞

## 参照
- エマニュエル・カレール EMMANUEL CARRÈRE